# کو نو موروفویو
کو نو موروفویو ((به ژاپنی: 高師冬 Kō no Morofuyu); ۱ ژانویهٔ ۱۲۵۰ – ۱۳ فوریهٔ ۱۳۵۱) سامورایی و سومین کانتو کانری (معاون فرماندار منطقه کانتو) اهل ژاپن بود.